# Wolldeckenfabrik Weil der Stadt

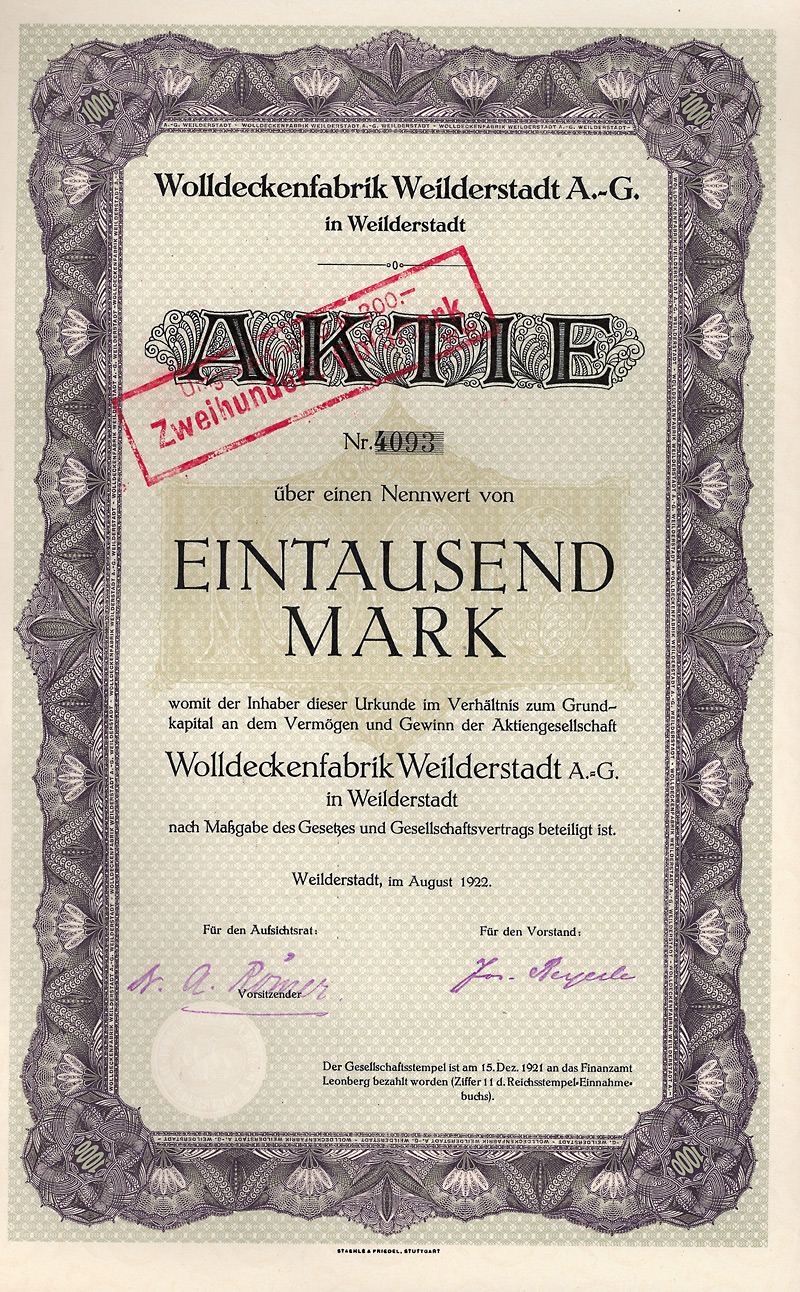
Aktie über 1000 Mark der Wolldeckenfabrik Weilderstadt AG vom August 1922

Die Wolldeckenfabrik Weil der Stadt war 1780 bis 1996 ein Textilunternehmen in Weil der Stadt. Es handelte sich um eines der führenden Unternehmen für hochwertige Woll- und Kamelhaartuche sowie von Damenmantelstoffen aus Wolle, Kamelhaar und Alpaka. Die Aktien des Unternehmens waren bis 1996/97 an der Börse Stuttgart notiert. 1996 ging die Firma in Insolvenz.
Das Unternehmen wurde zunächst als Einzelunternehmen, dann als GmbH geführt und 1920 in eine AG umgewandelt. Am Ende des Zweiten Weltkriegs ruhte der Betrieb. Im Mai 1945 wurde die Produktion mit halber Kapazität wieder aufgenommen. Gemäß Anlage 2 (zu § 2 Abs. 1 Nr. 4) Industrieobligationen und verwandte Schuldverschreibungen des Gesetzes zur Milderung von Härten der Währungsreform (Altsparergesetz – ASpG) gehörten Anleihen der Wolldeckenfabrik Weil der Stadt zu den „Altsparanlagen“, für die Zahlungen im Rahmen des Lastenausgleichs möglich waren.
Die Akten des Unternehmens befinden sich im Wirtschaftsarchiv Baden-Württemberg.

## Personen
- Hermann Schnaufer, Direktor der Wolldeckenfabrik Weil der Stadt